# Cryphia cockaynei
Cryphia cockaynei là một loài bướm đêm trong họ Noctuidae.